# Powellinia aridior
Powellinia aridior är en fjärilsart som beskrevs av Edward P. Wiltshire 1980. Powellinia aridior ingår i släktet Powellinia och familjen nattflyn. Inga underarter finns listade i Catalogue of Life.